# Cantón de Donzy
El cantón de Donzy era una división administrativa francesa, que estaba situada en el departamento de Nièvre y la región de Borgoña.

## Composición
El cantón estaba formado por diez comunas:
- Cessy-les-Bois
- Châteauneuf-Val-de-Bargis
- Ciez
- Colméry
- Couloutre
- Donzy
- Menestreau
- Perroy
- Sainte-Colombe-des-Bois
- Saint-Malo-en-Donziois

## Supresión del cantón de Donzy
En aplicación del Decreto n.º 2014-184 de 18 de febrero de 2014, el cantón de Donzy fue suprimido el 22 de marzo de 2015 y sus 10 comunas pasaron a formar parte del nuevo cantón de Pouilly-sur-Loire.